# 王儲的抉擇
《王儲的抉擇》（英語：Young Royals）是Netflix原創瑞典青少年浪漫影集，由麗莎·安布約恩、拉斯·貝克貢（Lars Beckung）與卡米拉·霍爾特（Camilla Holter）開創，埃德文·雷丁與歐瑪·魯德伯格主演。首季於2021年7月1日在Netflix播出。同年9月22日，Netflix宣布續訂第二季，並於2022年11月1日上映。第三季也是最終季分為兩部分上映，第一部分於2024年3月11日播出，第二部分於同年3月18日播出。

## 概要

### 第一季
本季講述了瑞典的威廉王子因轉入寄宿學校希勒斯卡（Hillerska）的故事。在那里，他必須應付與其他同學的互動努力適應新生活。隨著時間的推移，威廉發現自己對另一位男同學西蒙產生了別樣的情愫。但突如其來的一場事故，迫使他需要變得更加成熟和穩重，必須在愛情或王位中做出選擇。

## 演員與角色

### 主要角色
- 埃德文·雷丁 飾演 威廉王子（Prince Wilhelm）：瑞典王儲，常被同學們稱為「威利（Wille）」。
- 歐瑪·魯德伯格 飾演 西蒙（Simon）：莎拉的弟弟，威廉的男友兼同學。
- 馬特爾·加丁格（英语：Malte Gårdinger） 飾演 奧古斯特（August）：威廉和艾瑞克的遠房表親，希勒斯卡的年級長、划艇隊隊長。
- 芙烈達·阿金托（瑞典语：Frida Argento） 飾演 莎拉（Sara）：西蒙的姊姊，菲利思的好友，因留級一年和西蒙同年級，喜歡奧古斯特。
- 妮基塔·烏格拉（瑞典语：Nikita Uggla） 飾演 菲利思（Felice）：現代貴族，喜歡威廉。
- 湯米·沃特林（瑞典语：Tommy Wättring） 飾演 馬可斯（Marcus）：馬廄管理員，是同性戀，喜歡西蒙。

### 常設角色
- 佩妮拉·奧古斯特 飾演 克里斯蒂娜女王（Queen Kristina）：瑞典女王，威廉的母親。
- 伊瓦爾·福斯林（瑞典语：Ivar Forsling） 飾演 艾利克（Crown Prince Erik）：威廉的哥哥、前瑞典王儲，後因車禍過世。
- 娜塔莉·瓦莉（Nathalie Varli）飾演 麥迪遜·麥考伊（Madison McCoy）：美國留學生。
- 卡門·格洛麗亞·佩雷斯（Carmen Gloria Pérez）飾演 琳達（Linda）：西蒙和莎拉的母親。
- 英傑拉·奧爾森（瑞典语：Ingela Olsson） 飾演 安妮特·利利亞（Anette Lilja）：希勒斯卡寄宿學校校長。
- 因蒂·薩莫拉·索布拉多（Inti Zamora Sobrado）飾演 阿尤布（Ayub）：西蒙在比雅斯達（Bjärstad）的朋友。
- 貝里·格維斯（Beri Gerwise）飾演 羅什（Rosh）：西蒙在比雅斯達的朋友 。

## 集數

### 影集概覽
| 季數 | 集数 | 集数 | 上線日期      | 上線日期      |
| ---- | ---- | ---- | ------------- | ------------- |
| 1    | 6    | 6    | 2021年7月1日  | 2021年7月1日  |
| 2    | 6    | 6    | 2022年11月1日 | 2022年11月1日 |
| 3    | 6    | 5    | 2024年3月11日 | 2024年3月11日 |
| 3    | 6    | 1    | 2024年3月18日 | 2024年3月18日 |

### 第1季（2021年）
| 總集數 | 集數 （季） | 標題  | 導演                              | 編劇                                                                                      | 上線日期     |
| ------ | ----------- | ----- | --------------------------------- | ----------------------------------------------------------------------------------------- | ------------ |
| 1      | 1           | 第1集 | 羅伊達·塞克索茲                   | 麗莎·安布約恩（Lisa Ambjörn）、拉斯·貝克貢（Lars Beckung） 和蘇菲·福斯曼（Sofie Forsman） | 2021年7月1日 |
| 2      | 2           | 第2集 | 羅伊達·塞克索茲                   | 麗莎·安布約恩、拉斯·貝克貢和蘇菲·福斯曼                                                   | 2021年7月1日 |
| 3      | 3           | 第3集 | 埃里卡·卡爾邁耶（Erika Calmeyer） | 麗莎·安布約恩、拉斯·貝克貢和蘇菲·福斯曼                                                   | 2021年7月1日 |
| 4      | 4           | 第4集 | 羅伊達·塞克索茲                   | 麗莎·安布約恩、拉斯·貝克貢和蘇菲·福斯曼                                                   | 2021年7月1日 |
| 5      | 5           | 第5集 | 埃里卡·卡爾邁耶                   | 麗莎·安布約恩、拉斯·貝克貢和蘇菲·福斯曼                                                   | 2021年7月1日 |
| 6      | 6           | 第6集 | 埃里卡·卡爾邁耶                   | 麗莎·安布約恩、拉斯·貝克貢和蘇菲·福斯曼                                                   | 2021年7月1日 |

### 第2季（2022年）
| 總集數 | 集數 （季） | 標題  | 導演                                | 編劇                                                    | 上線日期      |
| ------ | ----------- | ----- | ----------------------------------- | ------------------------------------------------------- | ------------- |
| 7      | 1           | 第1集 | 羅伊達·塞克索茲                     | 麗莎·安布約恩                                           | 2022年11月1日 |
| 8      | 2           | 第2集 | 羅伊達·塞克索茲                     | 麗莎·安布約恩和琵雅·格拉維爾（Pia Gradvall）            | 2022年11月1日 |
| 9      | 3           | 第3集 | 克里斯蒂娜·胡姆萊（Kristina Humle） | 麗莎·安布約恩、蘇菲·福斯曼和托夫·福斯曼（Tove Forsman） | 2022年11月1日 |
| 10     | 4           | 第4集 | 克里斯蒂娜·胡姆萊                   | 麗莎·安布約恩                                           | 2022年11月1日 |
| 11     | 5           | 第5集 | 麗莎·法扎內（Lisa Farzaneh）        | 麗莎·安布約恩、蘇菲·福斯曼和托夫·福斯曼                 | 2022年11月1日 |
| 12     | 6           | 第6集 | 麗莎·法扎內                         | 麗莎·安布約恩                                           | 2022年11月1日 |

### 第3季（2024年）
| 總集數 | 集數 （季） | 標題  | 導演                                   | 編劇                                            | 上線日期      |
| ------ | ----------- | ----- | -------------------------------------- | ----------------------------------------------- | ------------- |
| 13     | 1           | 第1集 | 茱莉亞·林德斯特羅姆（Julia Lindström） | 麗莎·安布約恩                                   | 2024年3月11日 |
| 14     | 2           | 第2集 | 茱莉亞·林德斯特羅姆                    | 麗莎·安布約恩、琵雅·格拉維爾                    | 2024年3月11日 |
| 15     | 3           | 第3集 | 耶里·卡爾松（Jerry Carlsson）          | 麗莎·安布約恩、托夫·福斯曼和蘇菲·福斯曼         | 2024年3月11日 |
| 16     | 4           | 第4集 | 耶里·卡爾松                            | 麗莎·安布約恩、艾巴·斯蒂姆（Ebba Stymne）       | 2024年3月11日 |
| 17     | 5           | 第5集 | 琳妮亞·羅克塞姆（Linnéa Roxeheim）     | 麗莎·安布約恩、提奧·博古斯瓦夫（Theo Boguslaw） | 2024年3月11日 |
| 18     | 6           | 第6集 | 羅伊達·塞克索茲                        | 麗莎·安布約恩                                   | 2024年3月18日 |

## 製作

### 拍攝

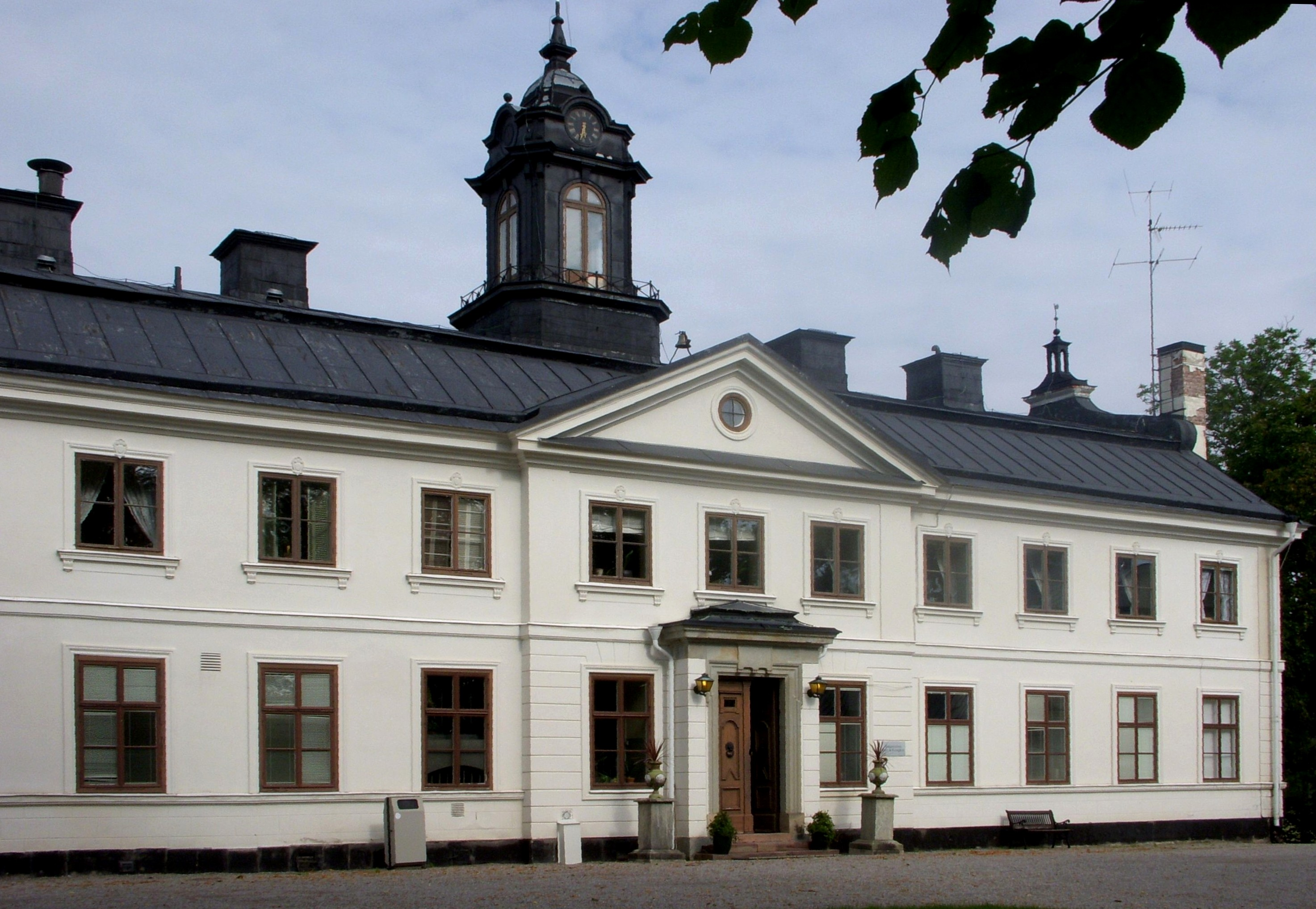
埃克勒的卡格霍爾姆莊園

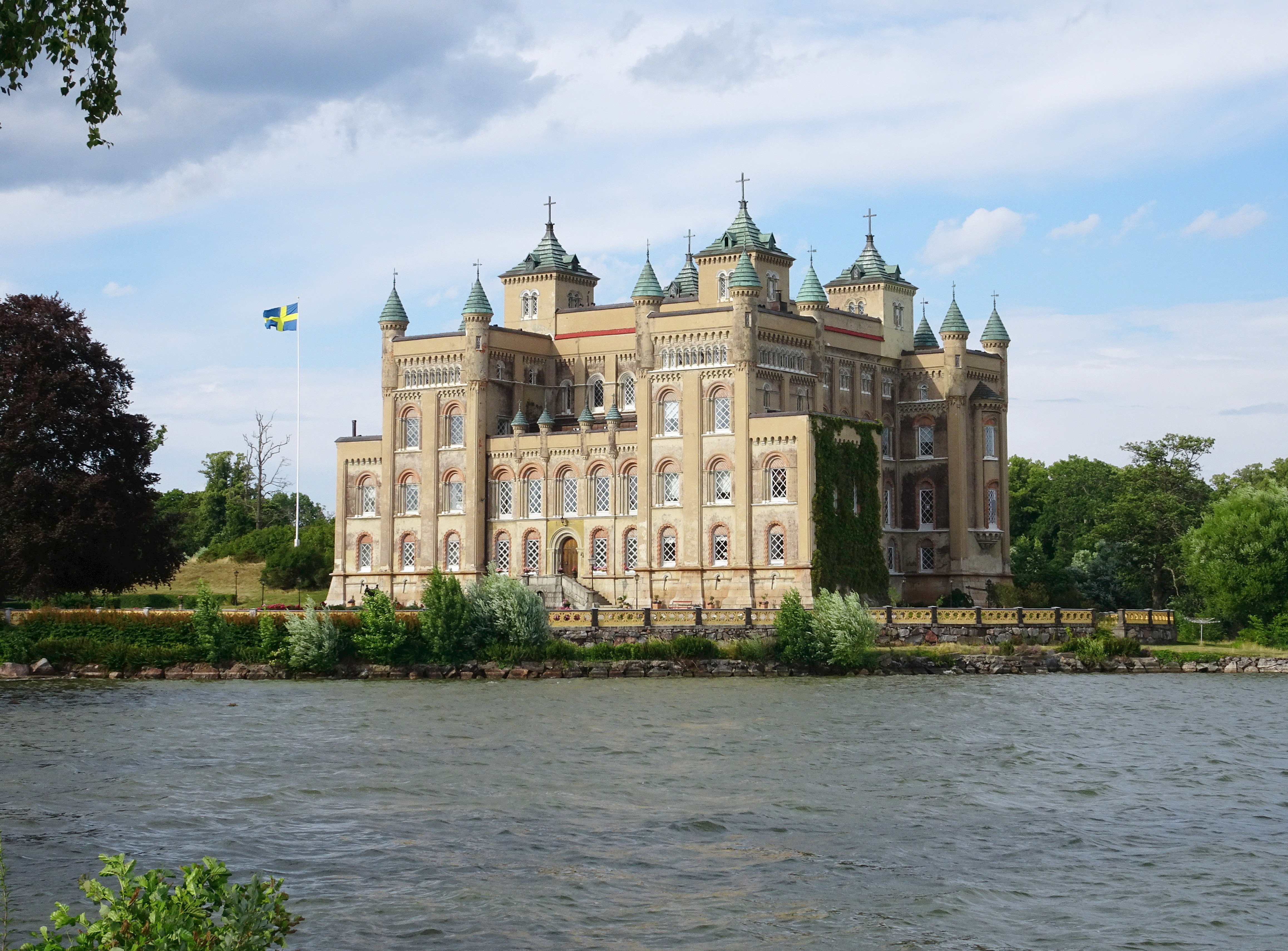
埃斯基爾斯蒂納的斯托拉桑德比城堡

影集當中的寄宿學校希勒斯卡（Hillerska），拍攝地點為瑞典斯德哥爾摩埃克勒的卡格霍爾姆莊園是一座莊園式建築，用作會議中心；而瑞典王宮的拍攝地點為瑞典南曼蘭省埃斯基爾斯蒂納的斯托拉桑德比城堡。
影集中的親密戲由親密行為協調員（Intimicy coordinator）：Sara Arrhusius編排。
這部每季僅6集的迷你影集由麗莎·安布約恩、拉斯·貝克貢與卡米拉·霍爾特三人共同開創，第一季在2021年7月1日上映。2021年9月22日，官方宣布將開始製作第二季，並在2022年11月1日上映。

## 迴響
此影集受到觀眾的普遍讚譽，在網路電影資料庫與爛番茄的觀眾評分中都獲得不錯的評價。首季開播後獲得了不少的話題度，在瑞典的Netflix上蟬聯熱門排行榜第一名共八天，進入前十名超過五十天，也在挪威、丹麥、芬蘭、愛沙尼亞、拉脫維亞、立陶宛、俄羅斯、烏克蘭與西班牙等22國連續多週進入前十名。2022年，第二季在上映後一週內累積達到1,886萬觀看時數，同時為該週全球排行第三名。在比利時、法國、德國、拉脫維亞、保加利亞和烏克蘭等23個歐洲國家進入前十名，更在芬蘭、瑞典和挪威排行第一，另外也在肯亞、智利、巴拉圭等非歐洲國家排行前十名。

## 獎項和提名
| 年份 | 大獎             | 類別             | 入圍者                     | 結果 | Ref.   |
| ---- | ---------------- | ---------------- | -------------------------- | ---- | ------ |
| 2021 | 斯德哥爾摩電影節 | 最佳新人         | 埃德文·雷丁、歐瑪·魯德伯格 | 獲獎 | [ 7 ]  |
| 2022 | 同志節日獎       | 最佳雙人組合     | 埃德文·雷丁、歐瑪·魯德伯格 | 獲獎 | [ 8 ]  |
| 2022 | 同志節日獎       | 年度電視節目     | 年度電視節目               | 獲獎 | [ 8 ]  |
| 2022 | 水晶獎           | 年度最佳節目     | 年度最佳節目               | 獲獎 | [ 9 ]  |
| 2022 | 水晶獎           | 年度青少年劇集   | 年度青少年劇集             | 獲獎 | [ 9 ]  |
| 2022 | 水晶獎           | 觀眾最喜愛的節目 | 觀眾最喜愛的節目           | 提名 | [ 10 ] |
| 2022 | 水晶獎           | 最佳配角         | 歐瑪·魯德伯格              | 提名 | [ 10 ] |
| 2022 | 水晶獎           | 最佳電視男主角   | 埃德文·雷丁                | 提名 | [ 11 ] |
| 2022 | Riagalan         | 年度人物         | 歐瑪·魯德伯格              | 提名 | [ 12 ] |
| 2022 | Riagalan         | 年度原創劇集     | 年度原創劇集               | 獲獎 | [ 12 ] |
| 2022 | 巴西Em Cena獎    | 最佳青少年影集   | 最佳青少年影集             | 獲獎 | [ 12 ] |
| 2022 | 巴西Em Cena獎    | 最佳影集男主角   | 歐瑪·魯德伯格              | 獲獎 | [ 12 ] |

## 外部連結
- 在Netflix上觀看《王儲的抉擇》
- 互联网电影数据库（IMDb）上《王儲的抉擇》的资料（英文）